# Vzpomínky Ijona Tichého
Vzpomínky Ijona Tichého (polsky Księga robotów) je soubor sci-fi povídek polského spisovatele Stanisława Lema vydaný v roce 1961. Jak český název knihy napovídá, jedná se o příběhy vesmírného cestovatele Ijona Tichého. Pouze jedna povídka v knize není spojena s jeho jménem - Lymphaterův vzorec.
Stěžejním motivem polské verze je též Ijon Tichý, ale obsahuje několik odlišných příběhů.
Česky vyšla kniha v roce 1964 v nakladatelství Mladá fronta.

## Obsah knihy
- Cesta 11 (polsky Podróż jedenasta)
- Cesta 12 (polsky Podróż dwunasta)
- Cesta 13 (polsky Podróż trzynasta)
- Cesta 14 (polsky Podróż czternasta)
- I.
- II.
- III.
- IV.
- Lymphaterův vzorec (polsky Formuła Lymphatera), popis povídky zde: